# Tournefortia hartwegiana
Tournefortia hartwegiana är en strävbladig växtart som beskrevs av Ernst Gottlieb von Steudel. Tournefortia hartwegiana ingår i släktet Tournefortia och familjen strävbladiga växter. Inga underarter finns listade i Catalogue of Life.